# Grevillea shiressii
Espèce
Grevillea shiressii est une espèce de plantes à fleurs de la famille des Proteaceae. C'est une espèce d'arbuste australien endémique de la Nouvelle-Galles du Sud, où il ne se trouve que dans deux localités, près de Gosford.

## Description
Grevillea shiressii mesure de deux à cinq mètres de hauteur. Ses feuilles, brillantes, lancéolées à elliptiques, ont une longueur de 8 à 19 cm et une largeur de 1 à 3 cm, avec une bordure ondulée. Les inflorescences apparaissent de juillet à décembre  et sont composées de deux à neuf fleurs individuelles.

## Taxonomie
William Blakely a décrit cette espèce en 1925. Il l'a nommée en l'honneur de David William Campbell Shiress, qui l'a accompagné dans de nombreuses sorties de terrain.

## Distribution et habitat
Plante rare, classée vulnérable avec une cote ROTAP de 2VCit, elle ne pousse à l'état sauvage qu'autour de Gosford, au nord de Sydney, plus précisément le long de deux affluents du fleuve Hawkesbury - Mullet Creek et Mooney Mooney Creek. Poussant sur des sols sableux alluviaux, elle appartient aux forêts sclérophylles humides. Elle pousse sous des arbres tels que Eucalyptus deanei, Syncarpia glomulifera et Angophora floribunda mais aussi aux côtés de Tristaniopsis laurina et Lomatia myricoides.
Il existe également une population naturalisée de Grevillea shiressii à Newcastle, en Nouvelle-Galles-du-Sud .

## Écologie
Les oiseaux, qui se nourrissent sur les fleurs, ont un rôle de pollinisation. Les fourmis dispersent les graines. Les guêpes du genre Eurytoma se nourrissent des graines.
Grevillea shiressii est détruit par le feu mais se régénère à partir de graines.

## Culture
Dans les jardins, Grevillea shiressii forme des buissons dont les fleurs attirent les oiseaux et leur fournissent un abri. Son feuillage est caractéristique. Il peut aisément se multiplier par les graines ou par bouturage. Un cultivar connu sous le nom de G. 'Ruby Clusters' ou G. 'Splendor' est un hybride de G. shiressii et G. oleoides ou G. speciosa. Il possède les fleurs rouges de ces espèces et le feuillage de la première.